# Ted Kitchel
Ted Daniel Kitchel (Howard County, 2 novembre 1959) è un ex cestista statunitense.

## Carriera
Venne selezionato dai Milwaukee Bucks al secondo giro del Draft NBA 1983 (41ª scelta assoluta).
Con gli Stati Uniti disputò i Campionati mondiali del 1982.

## Palmarès
- Campione NIT (1979)
- Campione NCAA (1981)